# Greatest Hits (album Kylie Minogue)
Greatest Hits – pierwsza składanka australijskiej piosenkarki Kylie Minogue wydana w 1992 roku. Album zawiera dziewiętnaście singli z jej albumów Kylie, Enjoy Yourself, Rhythm of Love i Let’s Get to It, a także trzy nowe utwory.

## Lista utworów
1. "I Should Be So Lucky" - 3:23
2. "Got to Be Certain" - 3:20
3. "The Loco-Motion" - 3:16
4. "Je Ne Sais Pas Pourquoi" - 4:01
5. "Especially for You" (z Jasonem Donovanem) - 3:58
6. "Turn It into Love" - 3:37
7. "It's No Secret" - 3:58
8. "Hand on Your Heart" - 3:51
9. "Wouldn't Change a Thing" - 3:15
10. "Never Too Late" - 3:23
11. "Tears on My Pillow" - 2:28
12. "Better the Devil You Know" - 3:55
13. "Step Back in Time - 3:06
14. "What Do I Have to Do" - 3:45
15. "Shocked" - 3:10
16. "Word Is Out" - 3:35
17. "If You Were with Me Now" (z Keithem Washingtem) - 3:12
18. "Give Me Just a Little More Time" - 3:07
19. "Finer Feelings" - 3:53
20. "What Kind of Fool (Heard All That Before)" - 3:42
21. "Where in the World?" - 3:34
22. "Celebration" - 3:57

## Pozycje na listach i certyfikaty
| Lista sprzedaży (1992)          | Najwyższa pozycja |
| ------------------------------- | ----------------- |
| Australia ARIA Charts           | 3                 |
| Hiszpania PROMUSICAE            | 19                |
| Japonia Oricon Albums Chart     | 23                |
| Niemcy Media Control Charts     | 81                |
| Nowa Zelandia RIANZ             | 49                |
| Wielka Brytania UK Albums Chart | 1                 |